# 玻璃市足球會
玻璃市足球隊（Perlis FA State Football Team，馬來語：Pasukan Bola Sepak Negeri Perlis），也被稱為玻璃市足總（Perlis FA），是一支位於馬來西亞玻璃市加央的足球隊，由玻璃市足球協會（PFA）負責運營與管理。該球隊成立於1963年，目前因遭到國際足總禁賽無法參加馬來西亞足球聯賽。根據報導，2020年8月10日玻璃市足總試圖重新參加M3聯賽。在被禁賽之前，球隊曾參加2019年馬來西亞超級足球聯賽。
玻璃市足球隊曾是馬來西亞足球聯賽體系中14個州足球隊之一。然而馬來西亞足球聯賽要求自2021年起，所有參加該國前兩級聯賽的球隊必須以職業球會形式運營。玻璃市足總並非以職業足球會形式經營，而是由馬來西亞州足球協會運作，主要依靠州政府的資助。這種運作模式與2021年前其他參加舊馬來西亞足球體系的州足球隊類似。對於不熟悉2020年前馬來西亞足球體系或聯賽的外界人士，該球隊通常被稱為玻璃市足總。但對於熟悉馬來西亞足球的人而言，球隊則簡單地被稱為玻璃市或玻璃州市足球隊。

## 榮譽

### 國內
| 錦標                     | 冠軍       | 亞軍             |
| ------------------------ | ---------- | ---------------- |
| 馬來西亞盃 (2)           | 2004, 2006 | 2005             |
| 馬來西亞超級足球聯賽 (1) | 2005       | 2009             |
| 馬來西亞首要足球聯賽 (1) | 1989       |                  |
| FAM聯賽                  |            | 2015             |
| 馬來西亞足總盃           |            | 2003, 2006, 2007 |
| 馬來西亞慈善盾 (2)       | 2007, 2008 | 2005             |

## 外部連結
- 官方網站